# Bit bucket
Bit bucket ("cesta de bits") é o repositório existente nos equipamentos de teletipo, onde eram depositados os pequenos pedaços de papel resultantes da perfuração da fita de papel. Pode-se dizer que o bit bucket ficava cheio de bits de valor '1', os bits de valor '0' eram representados pelas regiões do papel que não foram furadas.
O termo foi generalizado para descrever qualquer local onde são descartados bits desnecessários, como a "lixeira" de arquivos em computador pessoal. No Unix este termo é usado como referência ao /dev/null. No OpenVMS, ele é uma referência ao SYS$NULL:.